# Kech'uti Jrambar
Kech'uti Jrambar (armeniska: Kech’uti Jrambar) är en reservoar i Armenien.   Den ligger i provinsen Vajots Dzor, i den sydöstra delen av landet, 110 kilometer öster om huvudstaden Jerevan. Kech'uti Jrambar ligger 1 960 meter över havet.
Trakten runt Kech'uti Jrambar består i huvudsak av gräsmarker. Runt Kech'uti Jrambar är det ganska glesbefolkat, med 42 invånare per kvadratkilometer.